# Máximo Santos
Máximo Benito Santos Barbosa (Canelones, 15. travnja 1847. – Buenos Aires, 19. svibnja 1889.) bio je urugvajski političar i vojni zapovjednik, 13. urugvajski predsjednik.

## Životopis

### Rani život i vojna karijera
Máximo Santos rođen je 15. travnja 1847. godine u Canelonesu, u poznatoj vojničkoj obitelji. Na dan rođenja krstio se u župnoj crkvi povećenoj Bezgrješnom začeću Blažene Djevice Marije. Bio je šesto dijete u obitelji Santos brazilskih korijena, koja je prije njegova rođenja živjela u departmanu Cerro Largo. Iako je bio odgajan u vjerničkom duhu, jer su mu predci s obje strane bili borci za urugvajsku neovisnost oduvijek je želio postati vojnik.
Prije početka svoje vojne karijere, Santos je radio u obiteljskoj trgovini, a kasnije kao nadzornik prodavaonice vozila. Čim je stekao punoljetnost, dobrovoljno se pridružio vojsci. Budući da je vojni zapovjednik Lorenzo Latorre bio njegov dobar prijatelj, brzo je napredovao u vojnoj hijerarhiji. Tako je iz čina poručnika, postao stotnik, a kasnije i zapovjednik (bojnik) 5. lovačke bojne. Osim što je zapovijedao, i sam je sudjelovao u svim bitkama koje je vodila njegova bojna. Uvijek je održavao dobre odnose s višim časnicima, koji su ga zbog toga poduprli u političkim vodama.

### Politička karijera i predsjedništvo
Nakon vojne službe učlanio se u ljevičarsku stranku Colorado, koja je tada već gotovo cijelo stoljeće vladala zemljom nadmoćno pobjeđujući Narodnu stranku, koja je zastupala obični puk i poljoprivrednike. Zahvaljujući dobrim vezama u vojsci, brzo je napredovao u stranci i ubrzo se nametnuo njezinim najvišim redovima. Tako je od 1880. do 1882. godine služio dužnost ministra rata. Nakon toga, postaje 13. urugvajski predsjednik.
Za vrijeme prvog predsjedničkog mandata osnovao je departman Flores, nazvavši ga prema generalu i predsjedniku Venanciju Floresu. Održavao je dobre diplomatske odnose sa susjednim zemljama, posebno s Brazilom, iz kojega je bio podrijetlom, i Paragvajem, poraženom u Paragvajskom ratu. Iako se borio protiv visoke stope kriminala u svojoj zemlji, njegova uprava bila je pod povećalom javnosti zbog podmitljivosti (tako su tada i bivali izabrani predsjednici).
Iako je za predsjednika bio izabran i drugi put, nije ni službeno prihvatio mandat već šest mjeseci bio zamjenik predsjednika Máxima Tajesa, koji je imao sličan životni put i jednaka politička uvjerenja. Time je službeno izašao iz politike, a ubrzo nakon toga i vojske i stranke.

### Kasniji život; smrt u egzilu
Pred kraj života proputovao je Europu, nakon čega se vratio u Buenos Aires, gdje je umro 19. svibnja 1889. godine.

## Nasljeđe
U njegovu čast, Ministarstvo vanjskih poslova Urugvaja svoje sjedište ima u Palači Santos, a njegova rodna kuća pretvorena je u Muzej sjećanja na žrtve samovlade (diktature) u razdoblju između 1973. i 1985. godine.

## Vanjske poveznice

### Mrežna mjesta
- Urugvajski obrazovni portal  Arhivirana inačica izvorne stranice od 24. rujna 2016. (Wayback Machine), »Predsjednik Máximo Santos«, pristupljeno 8. rujna 2016. (šp.)
- Biografska enciklopedija, »Máximo Santos«, pristupljeno 8. rujna 2016. (šp.)

### Ostali projekti
|  | Zajednički poslužitelj ima stranicu o temi Máximo Santos |